# Lerești
Lereşti é uma comuna romena localizada no distrito de Argeş, na região de Muntênia. A comuna possui uma área de 140.49 km² e sua população era de 4898 habitantes segundo o censo de 2007.